# Hjulstastråket
Hjulstastråket är ett promenadstråk och en vandringsled  i Stockholms län med en total längd på cirka 17 km. Stråket går från Hjulsta via Tensta, Rinkeby, Rissne, Duvbo, Sundbyberg, Huvudsta, Pampas Marina, Karlbergskanalen och Kungsholmen till Gamla stan. Stråket är en av 19 vandringsleder kallade Gångstråk Stockholm. Hjulstastråket följer i stort sett Blå linjen i Stockholms tunnelbana, från Hjulsta till Stortorget i Gamla stan.  Stockholms stad har givit varje stråk ett passande motto. För Hjulstastråket valde man: Möt hela världen inom gångavstånd.

## Sträckning

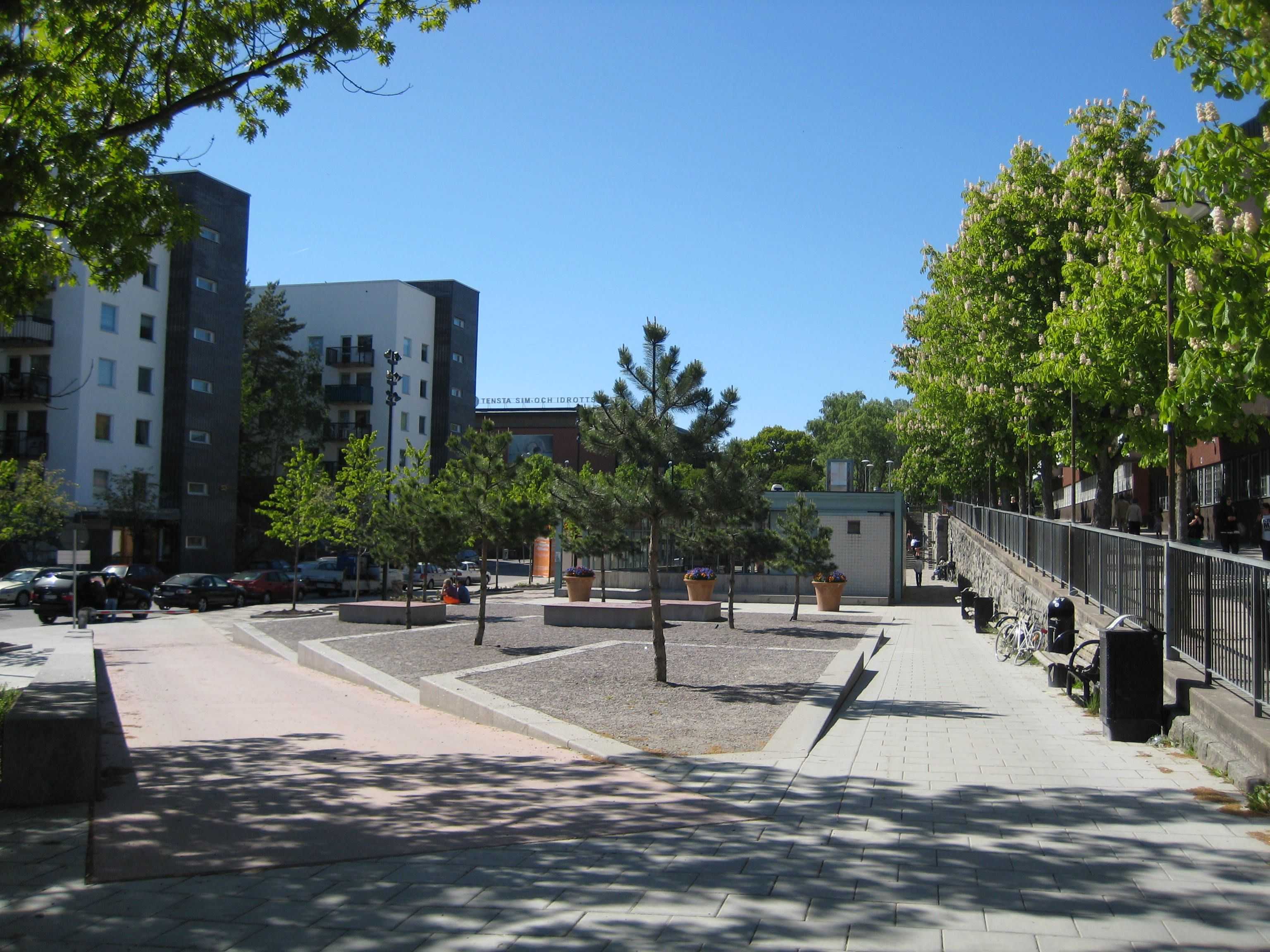
Start: Tensta tunnelbanestation.

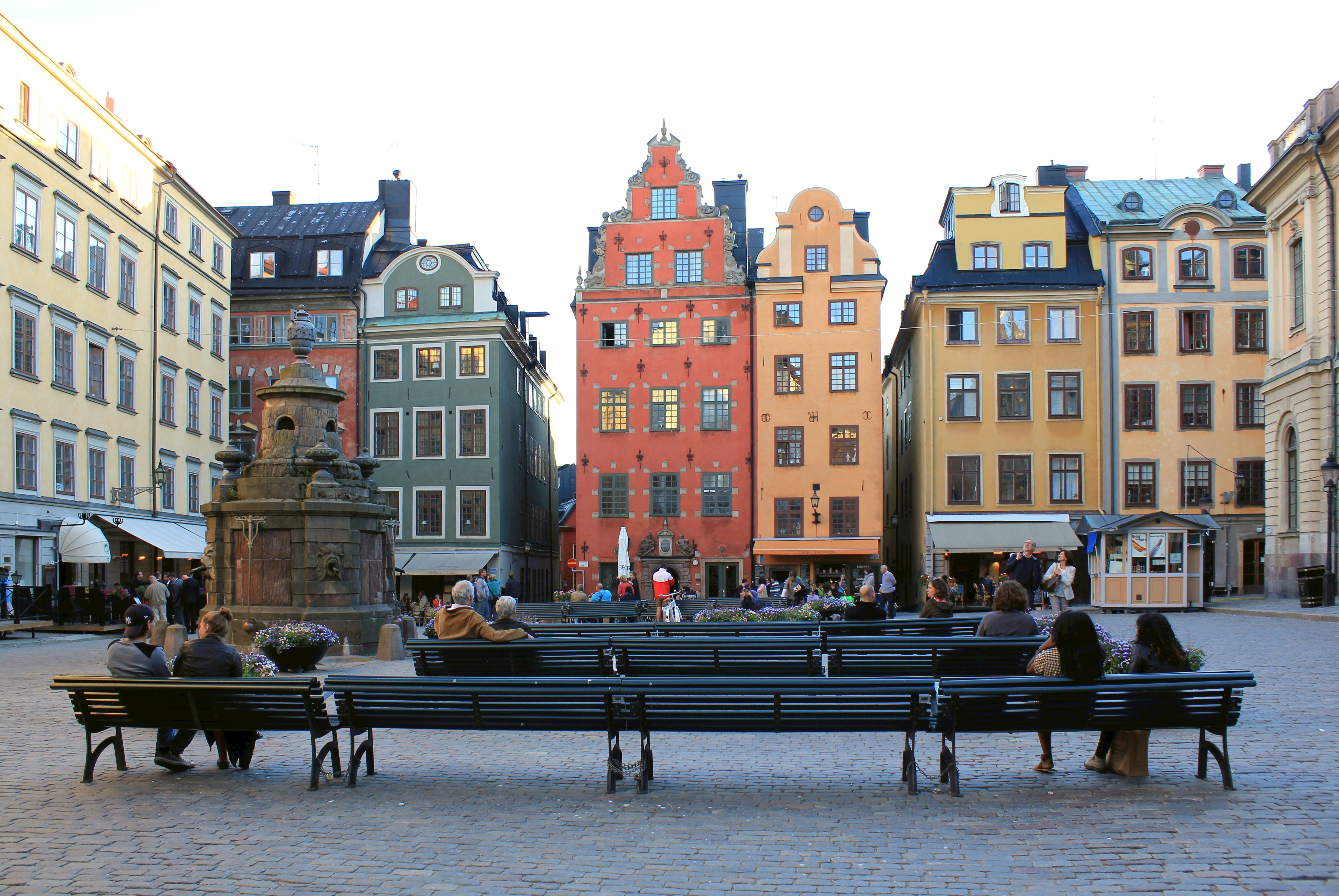
Mål: Stortorget i Gamla Stan.

Hjulstastråket går genom tre kommuner med början i Stockholm, därefter följer Sundbyberg (Sveriges till ytan minsta kommun), Solna och slutligen Stockholm igen. Vandringen går genom stenstaden, flera grönområden och insprängda parker. Ungefär halva stråket är vattennära.
Vandringen startar i de mångkulturella stadsdelarna Tensta (där den västra delen, Hjulsta, ingår) och Rinkeby. Bebyggelsen i båda stadsdelarna har sitt ursprung i miljonprogrammets årtioende. Andelen invånare med utländsk bakgrund är hög och stadsdelarna har en ung befolkning jämfört med innerstaden. I slutet av Tensta, före Rinkeby, ligger Spånga kyrka och Spånga by, ett kulturreservat med en 4H-gård och gamla byggnader från 1800-talet. Strax efter Tensta passerar stråket Spångadalen, ett brett och gräsbevuxet dalstråk. Vandringen fortsätter genom Rinkeby och över Ulvsundavägen. Här lämnar stråket Stockholm och fortsätter genom Rissne och Duvbo i Sundbyberg.
Rissne har varit bebott ända sedan medeltiden, namnet härstammar från vikingatiden. Duvbo är ett av Sundbybergs få utpräglade villaområden. Centrala Sundbyberg är liksom Duvbo kuperat och har en varierad bebyggelse, gammal och ny arkitektur blandas på ett naturligt sätt. Det är inte långt från Duvbo till Sundbybergs högsta punkt, Tornparken. Utsikten från bergets topp mot Bromma och Stockholm-Bromma flygplats är väl värt en kort avstickare från stråket. Trapporna nedför Tornparken går till Sturegatan, en liten småstads- och affärsgata.
Signalfabriken, Sieverts kabelverk och Marabous gamla chokladfabrik ligger på andra sidan järnvägen. Bredvid chokladfabriken ligger Marabouparken, en av Sveriges vackraste parker. Nere vid Bällstaån hittar man Sundbybergs båtklubb, äldre än Sundbybergs stad och en av Mälardalens äldsta båtklubbar. På andra sidan Bällstaån ligger Stockholm, kommungränsen går mitt i ån.
Hjulstastråket följer Bällstaån fram till Bällstaviken på träbryggor (bitvis långt ute på Bällstavikens vattenyta) samt grusade eller asfalterade promenad- och cykelvägar. Tuvanparken, ett stenkast från stråket, är en sevärd och blomstrande liten park i Lilla Alby. Här passerar också stråket kommungränsen mellan Sundbyberg och Solna. I Solna Strand ligger bland annat Trafikverket och Skatteverket. Nedanför Skatteverkets huvudkontor finns kajplatser för boende på båt. Vandringen fortsätter mot Huvudstabron och Ulvsundasjön. Vid brofästet, intill stråket, ligger Norrenergis futuristiska kyltorn.
Huvudsta var en gång i tiden ett skräpigt slumområde. Även idag kan man se spåren efter gamla biltvättar, små branta ramper rakt ned i vattnet. Vid Huvudstabron ser man resterna efter Huvudsta stenbrott i Jungfrudansen i början av 1900-talet ett dans- och sommarnöje, idag ett bostadsområde i stadsdelen Huvudsta. Många av innerstadens byggnader har fått sin sten härifrån. När stenbrottet stängdes flyttades det till Stenhamra stenhuggeri på Färingsö.
Utsikten upp på berget i Jungfrudansen och det höglänta stadsdelsområdet Västra Skogen är vidsträckt: Ulvsundasjön i förgrunden, Huvudstabrons brospann över Bällstaviken i väster och Kungsholmen i öster. Rakt söderut, bortom Tranebergsbron, skymtar Stockholms södra ytterstadsdelar. Med lämningarna från stenbrytningen vid stråkets sida går vandringen mot Solnaskutan och Huvudsta gamla slott. Avsnittet efter Huvudstabadet och Huvudsta gård är delvis gemensamt med Akallastråket.
Halvvägs mellan Huvudsta gård och Kungsholmen ligger Pampas Marina. Härifrån fortsätter stråket under Karlbergsbron (en av Essingeledens många broar), över Ekelundsbron, utmed Karlbergskanalen och mot det inre av Kungsholmen via Igeldammsgatan.
Vid Sankt Göransgatan ligger Léonie Geisendorfs S:t Görans gymnasium. Kronobergsparken, en av Stockholm bergsparker ligger på vägen mot Stockholms polishus och Stockholms rådhus. Före Kungsholms kyrka passerar stråket en av Stockholms malmgårdar, kallad Piperska muren, därefter går vandringen förbi kvarteret Kungliga Myntet.
Leden lämnar Kungsholmen vid Stockholms stadshus och går vidare över Centralbron och Riddarholmen till Gamla stan och slutdestinationen Stortorget.

## Kultur och arkitektur
Att följa Hjulstastråket innebär en vandring delvis genom och förbi stenstaden: miljonprogrammen i Tensta och Rinkeby, (den ibland benämnda) Stenstaden Sundbyberg och betongbrutalismen i Huvudsta. Bebyggelsen är oftast blandad: låga flerbostadshus och höga punkthus. Vandraren möts dock inte bara av sten. Tensta och Rinkeby har gröna, breda parkstråk och nära till naturen på Järvafältet. Sundbyberg är kuperat och luftigt med insprängda små grönområden och många välskötta parker. 
En aning om hur bygden runt Tensta och Rinkeby (vars namn kommer från gamla gårdar som legat här) såg ut före miljonprogrammen får man genom att besöka Spånga by och Igelbäckens naturreservat. Landskapet var då ett ålderdomligt kulturlandskap med åkrar, skogspartier, gårdar och torp. Vid Spånga kyrka står fortfarande en runsten (Upplands runinskrifter 61), som minner om avlägsen tid. I Tensta ligger Tensta Konsthall, ett centrum för samtida konst.
Modern arkitektur finner man bland annat vid trafikplats Rissne där Enköpingsvägen möter Ulvsundavägen. Här ligger Bankhus 90, SEBs kontorskomplex från 1990-talet. Swedbanks huvudkontor ligger i centrala Sundbyberg vid bangården. På Kvarnkullen, nordost om Bankhus 90, står fortfarande Stora Stampan (en av Stockholms väderkvarnar).
Tornparken med vattentornet, ritat av Ivar Tengbom, är uppfört i mörkrött handslaget Höganästegel. Marabouparken är en skulpturpark, utformad av trädgårdsarkitekten Sven Hermelin. I strandparken vid Bällstaviken ligger Stockholms första höghus helt i trä.
Flera gamla gårdar finns längs med Hjulstastråket: Rissne gård och Alby säteri på östra sidan om Bällstaån samt Mariehälls gård på västra sidan om Bällstaån.

## Natur
Precis som grannstadsdelarna Akalla, Husby och Kista gränsar Tensta och Rinkeby till Igelbäckens naturreservat. Kulturlandskapet i dalgången utmed Igelbäcken är ålderdomligt och har brukats sedan vikingatiden.
Floran är rik och i de spridda skogsdungarna växer både barr- och lövträd, på marken finner man under säsongerna bär och svamp.
Fågellivet i dalgången utefter Igelbäcken på Järvafältet är varierat. Ibland kan man se en häger segla fram lågt över Igelbäcken. När det skymmer, om man har tur, kan man höra råbockens skall i ett skogsbryn. 
Duvhöken häckar i tallkronorna nedanför Jungfrudansen och rådjuren är alltid närvarande i skogen kring stenbrottet.
I Lötsjön (enda sjön i Sundbyberg) vid Golfängarna häckar många sjöfåglar.

## Bilder

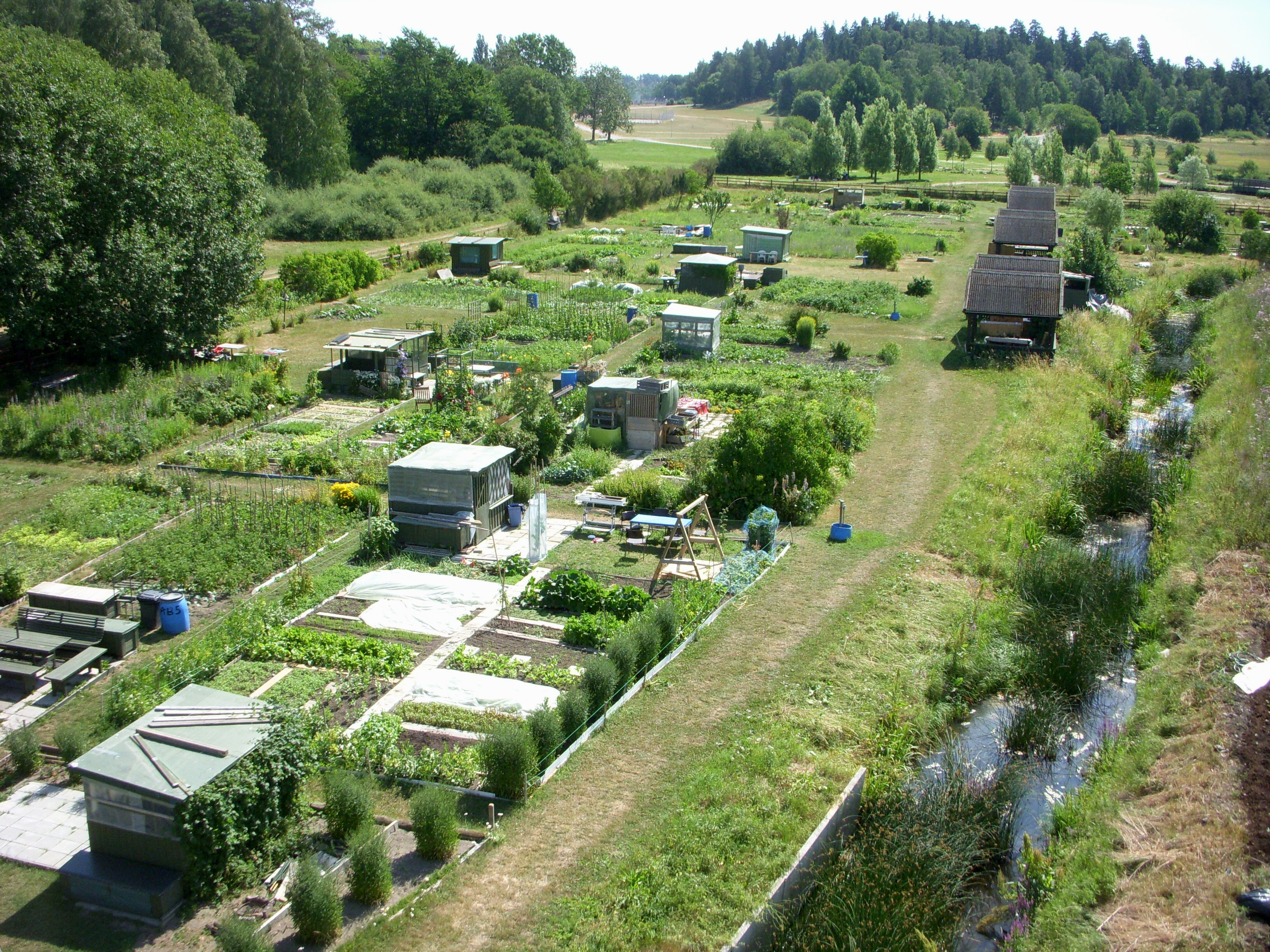
Hjulsta koloniträdgård.
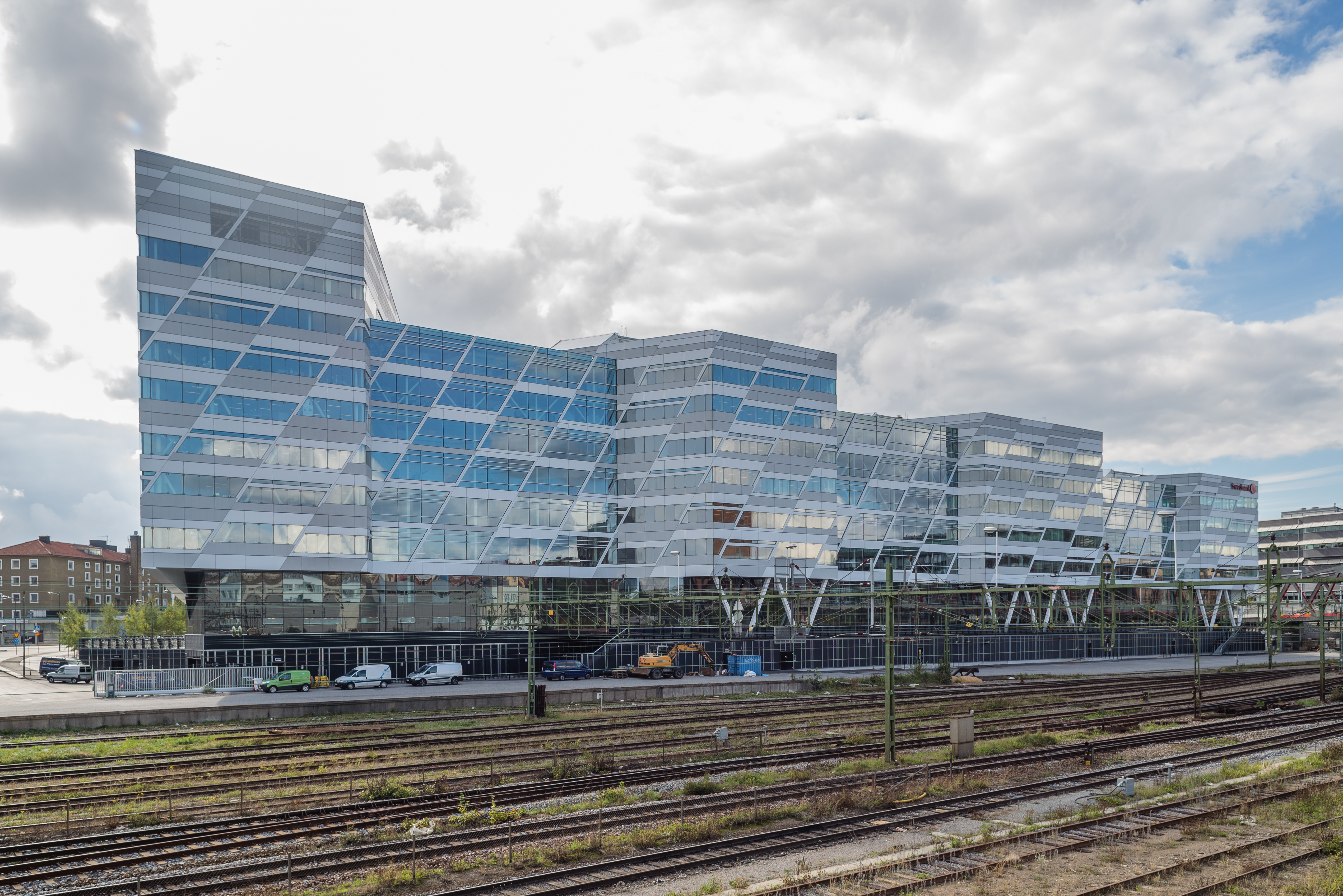
Swedbanks huvudkontor i Sundbyberg.
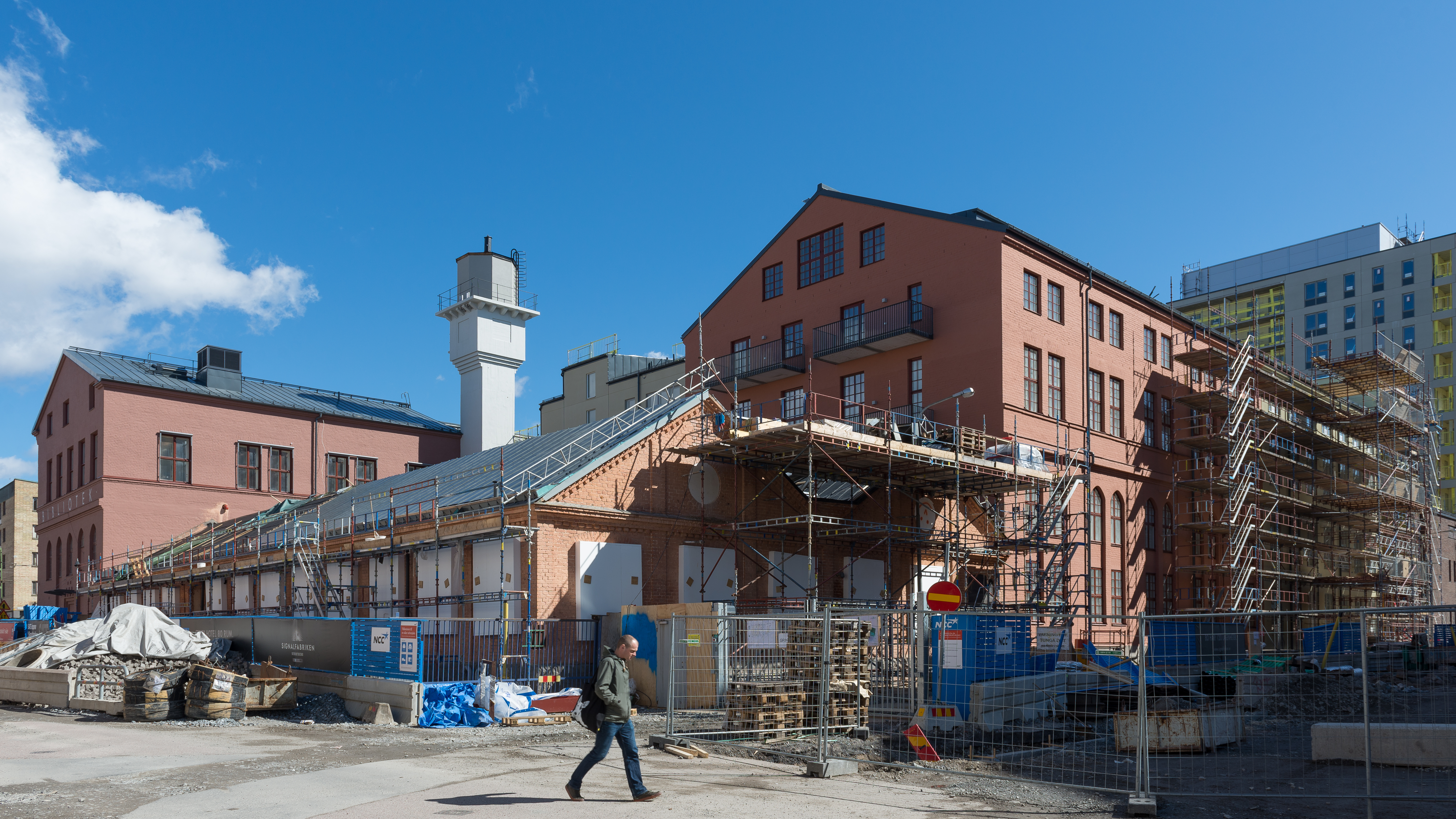
Kvarteret Plåtens fabriksbyggnader under ombyggnad.
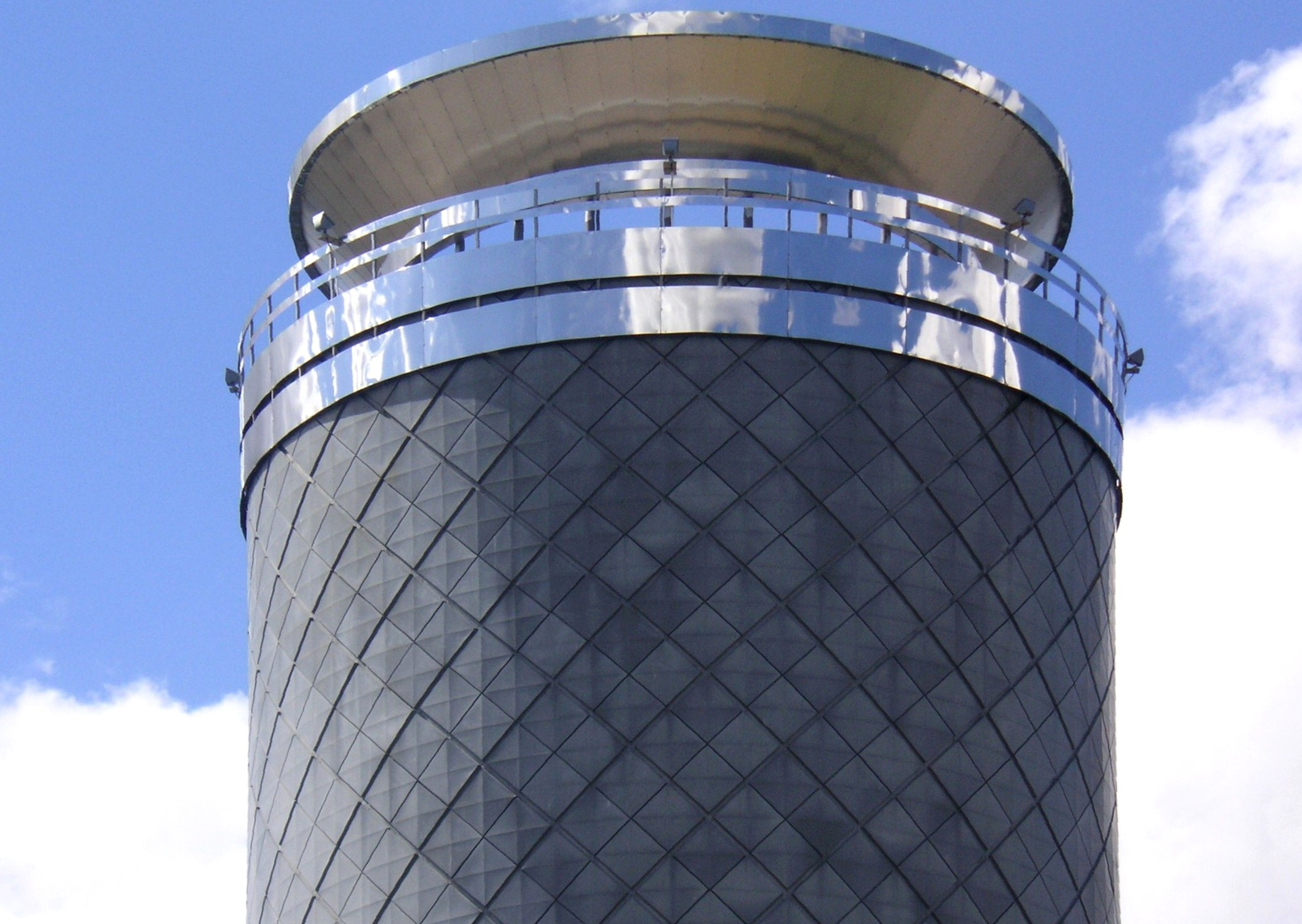
Norrenergis kyltorn.
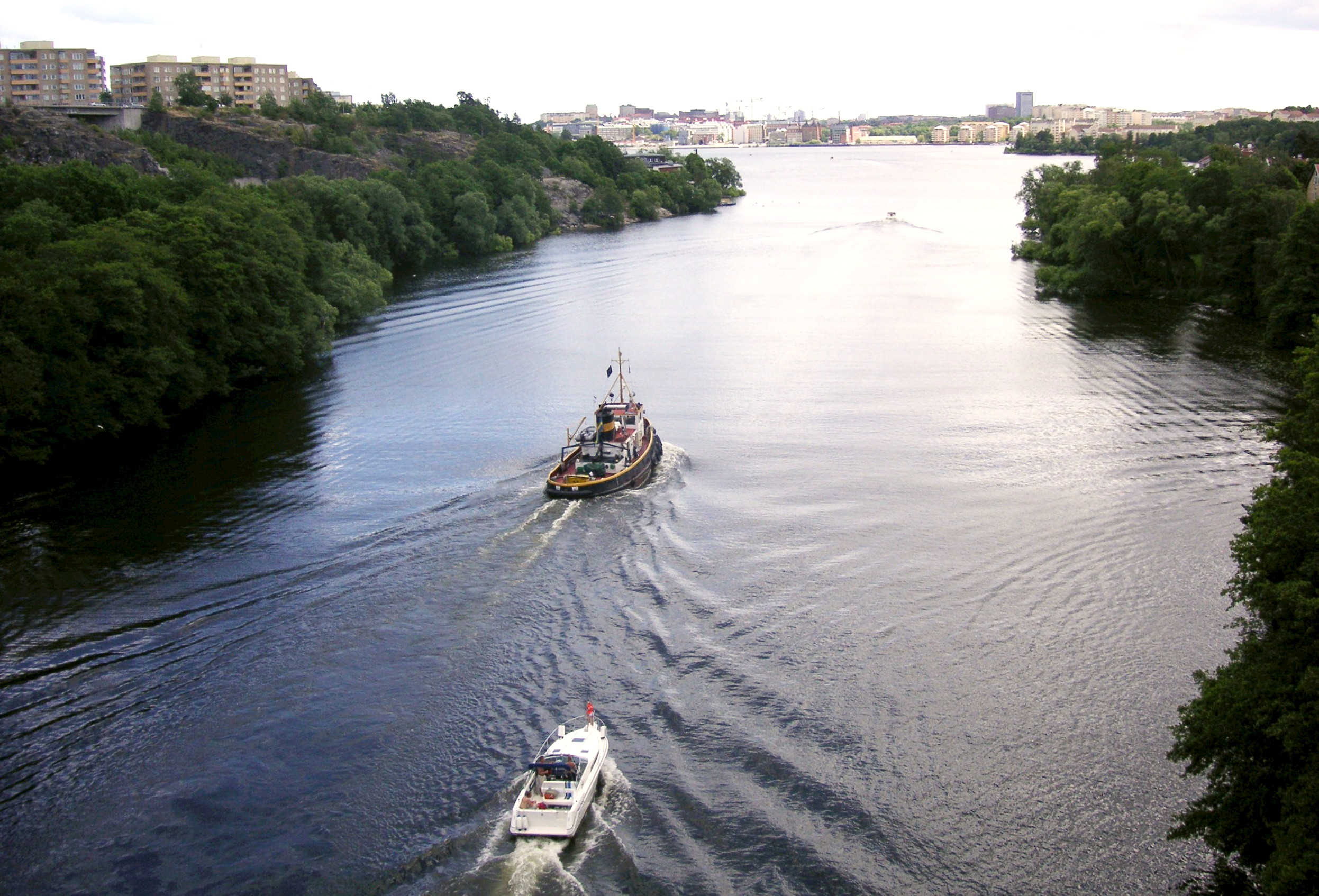
Från Huvudstabron mot sydost, Bällstaviken i förgrunden.
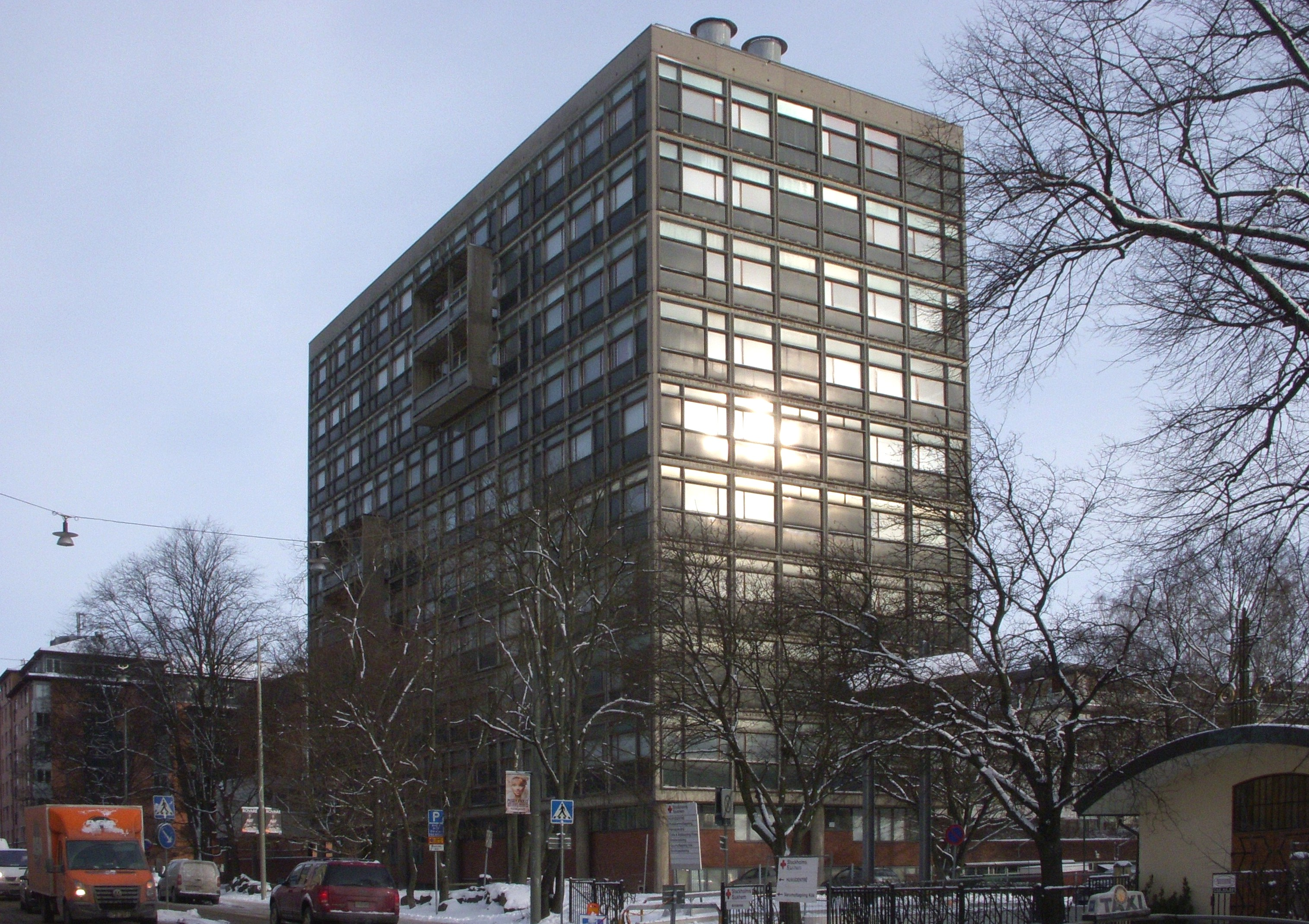
S:t Görans gymnasium.
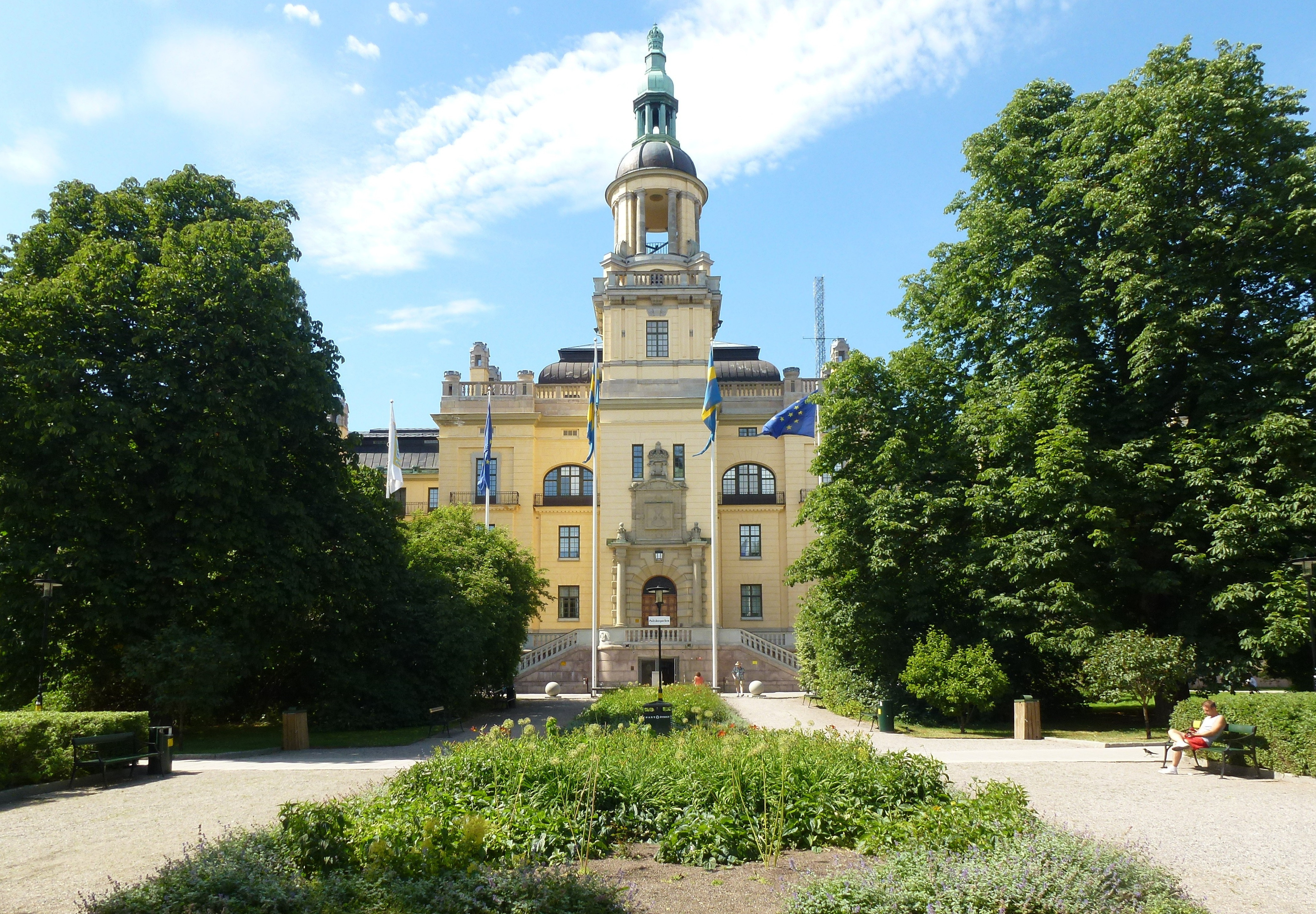
Polishuset, södra fasaden.